# Xã Watson, Quận Effingham, Illinois
Xã Watson (tiếng Anh: Watson Township) là một xã thuộc quận Effingham, tiểu bang Illinois, Hoa Kỳ. Năm 2010, dân số của xã này là 3.193 người.